# Kalinowo (gmina)
Kalinowo – gmina wiejska w województwie warmińsko-mazurskim, w powiecie ełckim. W latach 1975–1998 gmina położona była w województwie suwalskim.
Siedziba gminy to Kalinowo.
Według danych z 30 czerwca 2004 gminę zamieszkiwało 7047 osób. Natomiast według danych z 31 grudnia 2019 roku gminę zamieszkiwało 6660 osób.

## Położenie
Obszar gminy rozpościera się w południowo-wschodniej części Pojezierza Ełckiego, na wschód od Ełku.
Gmina Kalinowo położona jest we wschodniej części województwa warmińsko-mazurskiego.
Graniczy z następującymi gminami:
- od północy – Wieliczki,
- od północnego wschodu – Raczki,
- od wschodu – Augustów i Bargłów Kościelny,
- od południa – Rajgród i Prostki,
- od zachodu – Ełk i Olecko.

## Struktura powierzchni
Według danych z roku 2002 gmina Kalinowo ma obszar 285,17 km², w tym:
- użytki rolne: 68%
- użytki leśne: 18%

Gmina stanowi 25,65% powierzchni powiatu.

## Demografia

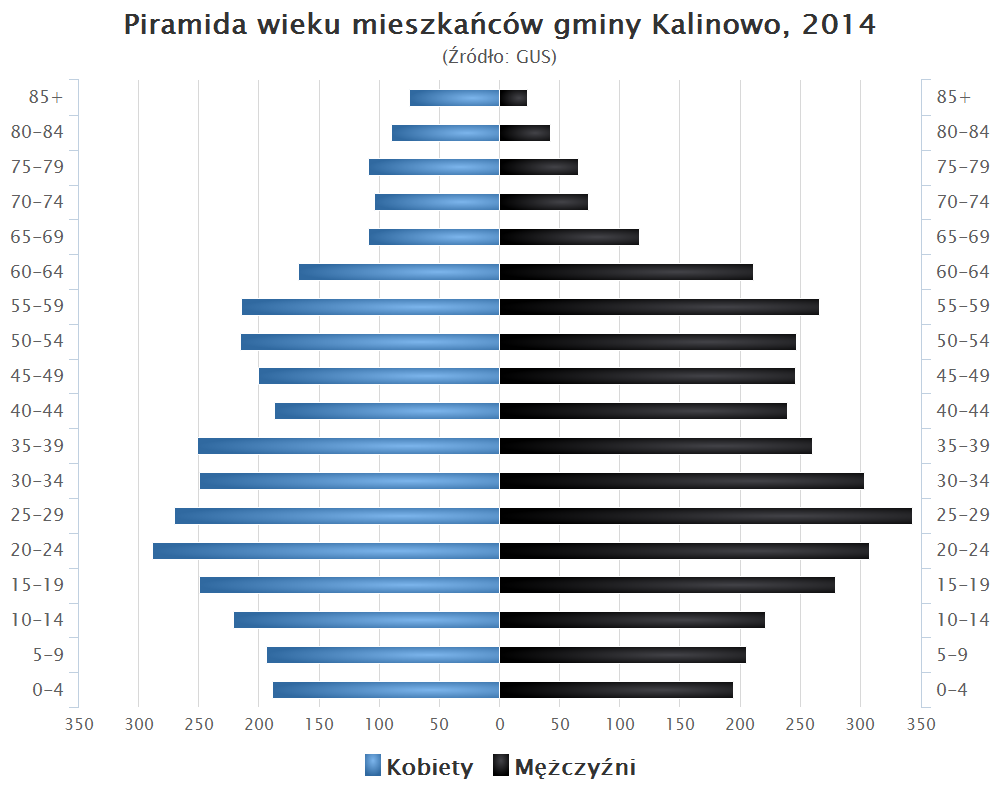
Piramida wieku mieszkańców gminy Kalinowo w 2014 roku

Dane z 30 czerwca 2004:
| Opis                              | Ogółem | Ogółem | Kobiety | Kobiety | Mężczyźni | Mężczyźni |
| --------------------------------- | ------ | ------ | ------- | ------- | --------- | --------- |
| jednostka                         | osób   | %      | osób    | %       | osób      | %         |
| populacja                         | 7047   | 100    | 3423    | 48,6    | 3624      | 51,4      |
| gęstość zaludnienia (mieszk./km²) | 24,7   | 24,7   | 12      | 12      | 12,7      | 12,7      |

## Sołectwa
Borzymy, Czyńcze, Długie, Dorsze, Dudki, Ginie, Golubie, Golubka, Grądzkie, Iwaśki, Jędrzejki, Kalinowo, Krzyżewo, Koleśniki, Kucze, Kulesze, Laski Małe, Laski Wielkie, Lisewo, Łoje, Makosieje, Marcinowo, Mazurowo, Maże, Milewo, Piętki, Pisanica, Prawdziska, Romanowo, Romoty, Skomętno, Skrzypki, Stacze, Stożne, Sypitki, Szczudły, Turowo, Wierzbowo, Wysokie, Zaborowo, Zanie, Zocie.

## Pozostałe miejscowości
Kile, Kuczki, Mikołajki, Ryczywół, Stare Cimochy.

## Sąsiednie gminy
Augustów, Bargłów Kościelny, Ełk, Olecko, Prostki, Raczki, Rajgród, Wieliczki